# 4e étape du Tour d'Espagne 2015
La 4e étape du Tour d'Espagne 2015 s'est déroulée le mardi 25 août 2015, entre Estepona et Vejer de la Frontera, sur une distance de 203 km. Le coureur espagnol Alejandro Valverde, de l'équipe Movistar l'a remportée au sprint, devant Peter Sagan et Daniel Moreno. Esteban Chaves conserve le maillot rouge.

## Résultats

### Classement de l'étape
|    | Coureur            | Pays      | Équipe                 |    | Temps          |
| -- | ------------------ | --------- | ---------------------- | -- | -------------- |
| 1  | Alejandro Valverde | Espagne   | Movistar               | en | 5 h 7 min 30 s |
| 2  | Peter Sagan        | Slovaquie | Tinkoff-Saxo           |    | m.t.           |
| 3  | Daniel Moreno      | Espagne   | Katusha                |    | m.t.           |
| 4  | Nicolas Roche      | Irlande   | Sky                    |    | m.t.           |
| 5  | José Gonçalves     | Portugal  | Caja Rural-Seguros RGA |    | m.t.           |
| 6  | Joaquim Rodriguez  | Espagne   | Katusha                |    | m.t.           |
| 7  | Julien Simon       | France    | Cofidis                |    | m.t.           |
| 8  | Rafal Majka        | Pologne   | Tinkoff-Saxo           |    | m.t.           |
| 9  | Nairo Quintana     | Colombie  | Movistar               |    | m.t.           |
| 10 | Esteban Chaves     | Colombie  | Orica-GreenEDGE        |    | m.t.           |

### Classement général
|    | Coureur            | Pays        | Équipe            |    | Temps            |
| -- | ------------------ | ----------- | ----------------- | -- | ---------------- |
| 1  | Esteban Chaves     | Colombie    | Orica-GreenEDGE   | en | 13 h 11 min 31 s |
| 2  | Tom Dumoulin       | Pays-Bas    | Giant-Alpecin     | +  | 5 s              |
| 3  | Nicolas Roche      | Irlande     | Sky               |    | 15 s             |
| 4  | Daniel Martin      | Irlande     | Cannondale-Garmin |    | 24 s             |
| 5  | Alejandro Valverde | Espagne     | Movistar          |    | 28 s             |
| 6  | Joaquim Rodriguez  | Espagne     | Katusha           |    | 35 s             |
| 7  | Nairo Quintana     | Colombie    | Movistar          |    | 36 s             |
| 8  | Chris Froome       | Royaume-Uni | Sky               |    | 36 s             |
| 9  | Daniel Moreno      | Espagne     | Katusha           |    | 40 s             |
| 10 | Fabio Aru          | Italie      | Astana            |    | 47 s             |